# Ламот, Марк
Марк Ламот (англ. Marc Lamothe; род. 27 февраля 1974, Нью-Лискерд, Онтарио) — канадский хоккеист, вратарь.

## Краткая биография
Марк Ламот 17 лет выступал в низших лигах США и Канады. В НХЛ провёл всего четыре матча – два в составе «Чикаго Блэкхокс» в сезоне 1999/2000, и два матча за «Детройт Ред Уингз» в сезоне 2003/2004. Особо удачный сезон выдался у Ламота в сезоне 2002/2003, в котором вратарь завоевал индивидуальные награды на уровне АХЛ, выступая за «Гранд-Рапидс Гриффинс». На полке с трофеями у Марка появились Бастьен Мемориал, как самому лучшему вратарю лиги, а также Гарри Холмс Мемориал, как самому надёжному, по показателям, вратарю лиги.
В 2004 году Марк Ламот принял решение покинуть родной континент, с целью попробовать себя в Европе. На голкипера, несмотря на скромную заокеанскую статистику на уровне НХЛ, обратил внимание один из лидеров отечественного хоккея, ярославский «Локомотив», в составе которого Ламот отыграл сезон 2004/2005 и завоевал с командой бронзовые медали чемпионата. Следующие три сезона вратарь провёл в составе череповецкой «Северстали» и питерского СКА. В составе обоих клубов Марк Ламот являлся основным вратарём. Всего, на уровне Российской хоккейной лиги Ламот провёл 206 матчей (включая игры плей-офф).
В 2008 году вратарь подписал контракт с казахстанским клубом «Барыс», в составе которого дебютировал на уровне новообразованной Континентальной хоккейной лиги, отыграв 15 матчей, в которых пропустил 47 шайб, при показателе полезности 88.1%. С февраля 2009 года Ламот не выступал вплоть до следующего сезона, который голкипер начал в Финляндии, в составе клуба «Пеликанс», где являлся игроком ротации. Свой последний на профессиональном уровне сезон Марк Ламот начал в немецком «Гамбург Фризерс», который он покинул уже в ноября месяце 2010 года.